# Joe Prunty
Joe Prunty, né le 12 février 1969 à Sunnyvale, en Californie, est un entraîneur américain de basket-ball. 

## Biographie
Prunty est entraîneur adjoint aux Bucks de Milwaukee de 2015 à 2018.
Il rejoint l'équipe d'entraîneurs des Hawks d'Atlanta à l'été 2021.
Lors de la saison 2022-2023, les résultats des Hawks sont décevants (29 victoires et 30 défaites en février) et l'entraineur Nate McMillan est limogé en février, remplacé à titre intérimaire par Prunty,. Quin Snyder est embauché au poste d'entraîneur quelques jours plus tard avec un contrat sur cinq saisons et Prunty redevient entraîneur adjoint.
En juin 2023, Prunty rejoint les Bucks de Milwaukee comme adjoint de l'entraîneur principal Adrian Griffin. Il remporte la NBA Cup 2024 avec les Bucks.
Prunty s'engage en juillet 2025 avec le Magic d'Orlando pour être l'adjoint de Jamahl Mosley.